# Попмузика
Вижте пояснителната страница за други значения на Поп.
Попмузиката, или само поп, е жанр в музиката, който обикновено има танцувален характер, опростена мелодия и повтарящи се дялове, ако структурата на песента е двуделна или куплетна. За първи път терминът възниква през 1926 година, а от 1954 година става отделен жанр. Той включва в себе си разнообразни подстилове. В България и СССР в продължение на много години поп музиката се е наричала „естрада“ или „естрадна музика“, но и двата термина са неправилни.
След Втората световна война в попмузиката на Европа навлиза така наречената „италианска инвазия“, особено с появата на фестивала в Санремо през 1951 г., който е първият в света фестивал за попмузика, оцелял и до днес. Италианската попмузика от този период, наричана в Италия „музика леджера“, от 50-те, 60-те и 70-те и 80-те години на ХХ век оказва сериозно влияние върху развитието на световната попмузика, в това число и на българската.
Концепцията на попа е да представя на хората нещо ново, лесно запомнящо се и различаващо се от шаблонната представа за музика. Характерно за мелодиите е, че те са лесни за запаметяване, което спомага за бързото приемане от публиката. Най-често се залага на силно изразен ритъм или мелодични балади. Аудиторията ѝ е главно от млади хора.

## История и развитие
Обикновено дължината на една песен е 2 – 5 мин. Структурата е куплет-припев, дълги инструментални части и сола са рядко срещани. Залага се на масовия вкус и комерсиалния характер. В попмузиката не рядко изпълнителите предпочитат да не издават цял албум, а само една песен – сингъл, с която стават популярни. Когато певците изпълняват песни на други изпълнители (и официално обявят това), те се наричат кавъри. Когато изпълняват свое творчество, или произведения, написани за тях, се наричат авторски песни. Много често певците не изпълняват собствени парчета, а музика, писана за тях от композитори и текстописци.
Текстът на съвременните поп песни обикновено се фокусира върху прости теми – често любов и романтични отношения, въпреки че има ясно изразени изключения.

## Подстилове
През 70-те години на 20 век най-популярната музика е в стил диско, през 80-те главните течения са R&B, рок и ню уейв. В 90-те години гръндж музиката е популярна, но от средата на десетилетието започва да властва тийн попът. Той обаче замира през 2001 г., когато популярната музика се обръща към R&B, примесен с хип-хоп звучене. Оттогава тече това явление, което вече е започнало едно своеобразно завръщане към тийн поп и денс музиката. Япония и Южна Корея имат свой собствен вид поп – джей поп (съкратено от „Japanese pop“, в превод „японски поп“) и кей поп (съкратено от „Korean pop“, в превод „корейски поп“).